# Stričići
Stričići (cyr. Стричићи) – wieś w Bośni i Hercegowinie, w Republice Serbskiej, w mieście Banja Luka. W 2013 roku liczyła 208 mieszkańców.